# Cryptopalpus ornatus
Cryptopalpus ornatus là một loài ruồi trong họ Tachinidae.